# فلحاء اليوهمب
فلحاء اليوهمب (الاسم العلمي Pausinystalia johimbe)، شجرة حرجية طبية، كبيرة الحجم، دائحة، من فصيلة الفويّة. منبتها بعض مناطق البلاد الاستوائية نيجيريا والكاميرون والغابون والكونغو. ساقها منتصبة، رفيعة، عفيّة الأغصان. أوراقها معنقة، متقابلة، إهليجية النصال. إزهرارها عثكولي التجميع، طرفي الارتكاز. ثمارها جراء شبه بيضية الشكل تغلف العديد من البزور الصغيرة. يستخرج من لحاء ساقها وأغصانها مادة اليوهمبين المشهورة بخواصها الشابقة.